# 4490 Bambery
4490 Bambery è un asteroide della fascia principale. Scoperto nel 1988, presenta un'orbita caratterizzata da un semiasse maggiore pari a 1,9310830 au e da un'eccentricità di 0,0919746, inclinata di 26,12274° rispetto all'eclittica.
L'asteroide è dedicato allo scienziato statunitense Raymond J. Bambery.